# 華廷獻
華廷獻 （？—？），字伯修，號淡甲，南直隸常州府無錫縣人，明朝政治人物、賜特用進士出身。

## 生平
天啟七年（1627年）中丁卯科舉人。崇禎二年入復社。崇禎十三年中殿試乙榜，賜特用出身，歷官河南修武縣知縣。隆武元年（1645年），遷歸化縣知縣。明亡，歸隱武陵山。著有《閩游月記》及《閩事紀略》。